# Вижас (озеро)
Вижас (также Вижаское) — пресноводное озеро в Заполярном районе на западе Ненецкого автономного округа, расположено в левобережье среднего течения реки Ома.

## Общие сведения
Площадь озера 14,4 км². Высота над уровнем моря — 40 м. Протяжённость озера 9,8 км, ширина в средней части достигает 3 км. Площадь водосбора составляет 66,1 км2.

## Описание
Озеро Вижас имеет сложную форму, множество заливов, мысов и полуостровов, береговая линия сильно изрезана. Впадает несколько ручьёв, на северо-западе вытекает река Проходница, впадающая в реку Вижас и относящаяся к бассейну Баренцева моря. Множество островов; наиболее крупный — Пинежский, находящийся в северной части. Берега низкие, часто заболоченные, местами покрыты лесотундровой растительностью.